# 幸運薛達體育場
幸運薛達體育場（荷蘭語：Fortuna Sittard Stadion）是一座位于荷兰锡塔德可容纳12,500人的多功能体育场。该体育场目前主要用于足球比赛，是幸運薛達的主场。它于1999年建在一个工业园区的原址上，取代幸運薛達的舊主場德·班代特（De Baandert）。体育场下设有一个可容纳800辆车的多层停车场，并且附近还有两个停车场。